# Llacuna de Venècia
La Llacuna de Venècia (en venecià: Laguna Veneta i en italià: Laguna di Venezia) és una llacuna d'aigua salada formada pel tancament d'una badia tancada dins el mar Adriàtic on es troba la ciutat de Venècia.
La llacuna es va formar fa uns set mil anys després que la regressió marina, conseqüència de la darrera glaciació, va inundar la plana de l'Adriàtic. El dipòsit de sediments dels rius va compensar l'enfonsament de la plana costanera i el riu Po va tendir a tancar les entrades de la marea amb tómbols.
La llacuna està limitada pel riu Sile al nord i el riu Brenta al sud amb una superfície de 550 km². Un 8% de la superfície és terra ferma i inclou l'ocupada per la ciutat de Venècia i altres illes. Un 11% està coberta de forma permanent per aigua oberta anomenat canal. Aquesta llacuna és l'aiguamoll més gros de la conca del Mediterrani.
La llacuna està connectada amb la mar Adriàtica per tres entrades: el Lido, Malamocco i Chioggia. Pel fet que està situada en un mar molt tancat la llacuna està subjecta a grans variacions del nivell del mar, la més extrema ocorre a la marea de la primavera i és coneguda com a acqua alta (aigua alta), que inunda Venècia de forma regular.

Aquesta llacuna va donar seguretat als seus habitants durant la fi de l'Imperi romà (especialment contra la invasió dels huns) i després va donar bones codicions pel creixement de la República de Venècia. També dona lloc a un port (Arsenal de Venécia), a la caça i pesca i modernament a la piscicultura 

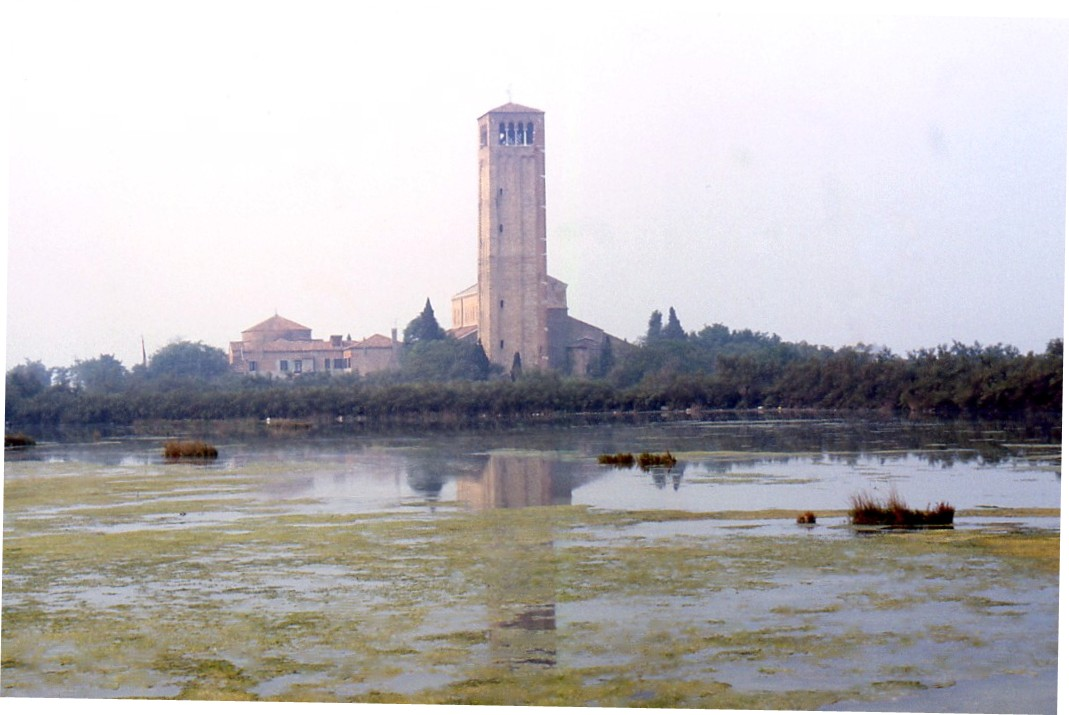
Illa de Torcello vista des de la llacuna

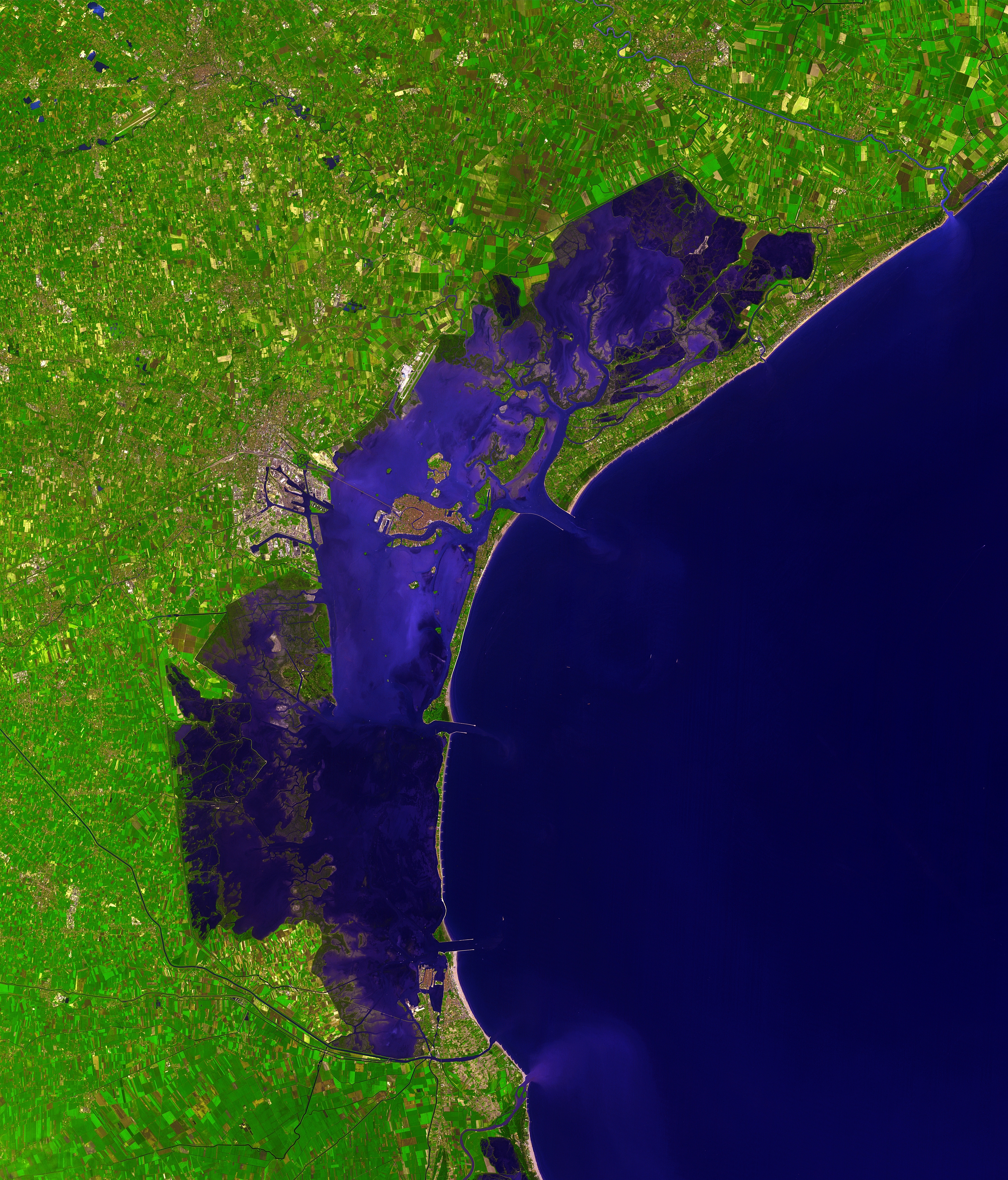
Llacuna de Venècia

L'aspecte actual de la llacuna es deu a la intervenció humana amb projectes hidràulics ja des del segle xv que frenaren l'evolució natural de la llacuna i posteriorment amb bombament d'aigua de l'aqüífer que incrementaren la subsiència. Originalment era un aiguamoll que es va anar fent habitable. Moltes de les illes petites són completament artificials.

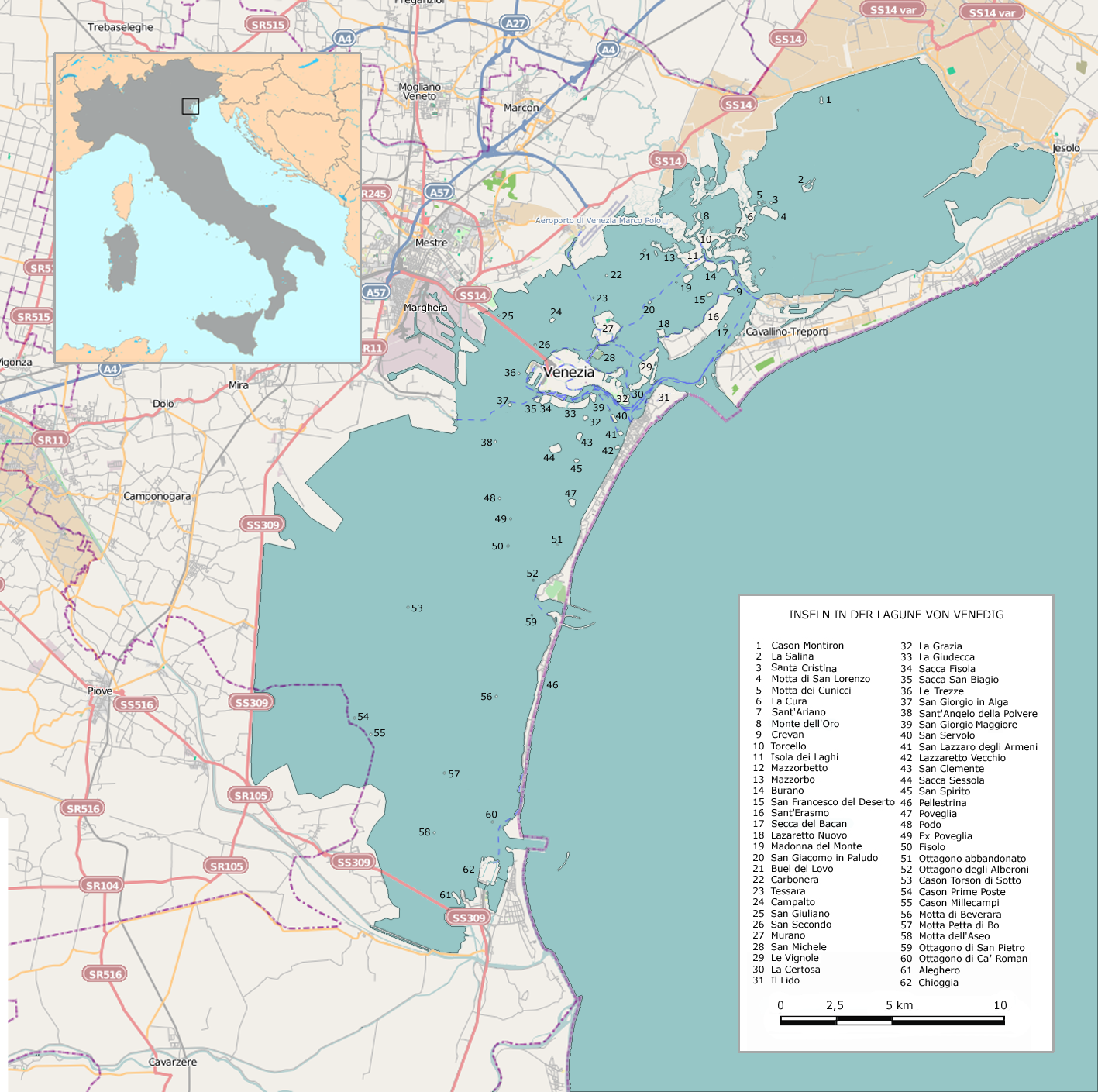
Illes de la llacuna de Venècia

## Illes més grosses de l'arxipèlag
- Venècia 5.17 km²
- Sant'Erasmo 3.26 km²
- Murano 1.17 km²
- Chioggia 0.67 km²
- Giudecca 0.59 km²
- Mazzorbo 0.52 km²
- Torcello 0.44 km²
- Sant'Elena 0.34 km²
- La Certosa 0.24 km²
- Burano 0.21 km²
- Tronchetto 0.18 km²
- Sacca Fisola 0.18 km²
- San Michele 0.16 km²
- Sacca Sessola 0.16 km²
- Santa Cristina 0.13 km²

## Algunes altres illes habitades
- Cavallino
- Lazzaretto Nuovo
- Lazzaretto Vecchio
- Lido
- Pellestrina
- Poveglia
- San Clemente
- San Francesco del Deserto
- San Giorgio in Alga
- San Giorgio Maggiore
- San Lazzaro degli Armeni
- Santa Maria della Grazia
- San Pietro di Castello
- San Servolo
- Santo Spirito
- Sottomarina
- Vignole